# Jean Nicod Prijs
De Jean Nicod Prijs is een wetenschapsprijs die jaarlijks wordt uitgereikt in Parijs aan toonaangevende vertegenwoordigers van de filosofie van de geest of aan filosofisch georiënteerde cognitieve wetenschappers, ter promotie van het interdisciplinair onderzoek in de cognitieve wetenschap in Frankrijk. De ontvanger van de prijs wordt geacht een serie van ten minste vier colleges te verzorgen (georganiseerd door de Centre national de la recherche scientifique, CNRS), die naderhand worden gepubliceerd in de Jean Nicod Lecture Series. De prijs is vernoemd naar de Franse filosoof en logicus Jean Nicod (1893-1924), en werd voor het eerst in 1993 uitgereikt, een eeuw na zijn geboorte.

## Lijst van de Jean Nicod Prijswinnaars
| Jaar | Naam                             | Universiteit                                                | Naam van het college                                                                              | Publicatie         |
| ---- | -------------------------------- | ----------------------------------------------------------- | ------------------------------------------------------------------------------------------------- | ------------------ |
| 1993 | Jerry Fodor                      | Rutgers University                                          | The Elm and the Expert: Mentalese and Its Semantics                                               | ISBN 0-262-56093-3 |
| 1994 | Fred Dretske                     | Stanford University                                         | Naturalizing the Mind                                                                             | ISBN 0-262-54089-4 |
| 1995 | Donald Davidson                  | UC Berkeley                                                 | n/a                                                                                               | n/a                |
| 1996 | Hans Kamp                        | Universität Stuttgart                                       | Thinking and Talking about Things                                                                 | n/a                |
| 1997 | Jon Elster                       | Columbia University                                         | Strong Feelings. Emotion, Addiction, and Human Behavior                                           | ISBN 0-262-05056-0 |
| 1998 | Susan Carey                      | New York University                                         | The Origins of Concepts: Evolution vs Culture                                                     | n/a                |
| 1999 | John Perry                       | Stanford University                                         | Knowledge, Possibility, and Consciousness                                                         | ISBN 0-262-16199-0 |
| 2000 | John Searle                      | UC Berkeley                                                 | Rationality in Action                                                                             | ISBN 0-262-19463-5 |
| 2001 | Daniel Dennett                   | Tufts University                                            | Sweet Dreams. Philosophical Obstacles to a Science of Consciousness                               | ISBN 0-262-04225-8 |
| 2002 | Ruth Millikan                    | University of Connecticut                                   | Varieties of Meaning                                                                              | ISBN 0-262-13444-6 |
| 2003 | Ray Jackendoff                   | Tufts University                                            | Mental Structures. Language, Society, Consciousness                                               | ISBN 0-262-10119-X |
| 2004 | Zenon Pylyshyn                   | Rutgers University                                          | Things and Places. How the mind connects with the world                                           | ISBN 0-262-16245-8 |
| 2005 | Gilbert Harman                   | Princeton University                                        | The Problem of Induction and Statistical Learning Theory                                          | ISBN 0-262-08360-4 |
| 2006 | Michael Tomasello                | Max-Planck-Institut für evolutionäre Anthropologie, Leipzig | Origins of Human Communication                                                                    | n/a                |
| 2007 | Stephen Stich                    | Rutgers University                                          | Moral Theory Meets Cognitive Science: How the Cognitive Science Can Transform Traditional Debates | n/a                |
| 2008 | Kim Sterelny                     | Victoria University of Wellington                           | The Fate of the Third Chimpanzee                                                                  | n/a                |
| 2009 | Elizabeth Spelke                 | Harvard University                                          | Sources of Human Knowledge                                                                        | n/a                |
| 2010 | Tyler Burge                      | University of California, Los Angeles                       | Thresholds of Reason                                                                              | n/a                |
| 2011 | Gergely Csibra en György Gergely | Central European University                                 | Natural Pedagogy                                                                                  | n/a                |
| 2013 | Ned Block                        | New York University                                         | Conscious, Preconscious, Unconscious                                                              |                    |
| 2014 | Uta Frith and Chris Frith        | University College London                                   | What is innate and what is acquired in social cognition? and Mechanisms of social interaction     |                    |
| 2015 | David Chalmers                   | New York University                                         | Spatial Illusions: From Mirrors to Virtual Reality                                                |                    |
| 2016 | Patrick Haggard                  | University College London                                   | Volition, agency, responsibility: Cognitive mechanisms of human action                            |                    |
| 2017 | John Campbell                    | Universiteit van Californië - Berkeley                      | How language enters perception                                                                    |                    |
| 2019 | Martine Nida-Rümelin             | Universiteit van Fribourg                                   | Philosophical fundamentals for scientific studies of consciousness                                |                    |
| 2020 | Leda Cosmides John Tooby         | Universiteit van Californië - Santa Barbara                 | The Adaptationist Revolution and the Transformation of the Cognitive Sciences                     | [12]               |